# Joonas Tamm
Joonas Tamm (født 2. februar 1992) er en fodboldspiller fra Estland som er udlejet til den norske Eliteserien klub Sarpsborg 08. Joonas Tamm er udlejet af den estiske Meistriliiga klub FC Flora Tallinn.